# Death Is Glorious
Death Is Glorious är en EP av Nine, utgiven på CD av skivbolaget Combat Rock Industry 2006. Det tyska skivbolaget Blacktop Records gav ut skivan på 7"-vinyl.

## Låtlista[1]
1. "Everything Went Black" - 3:42
2. "The Long Sleep" - 3:17
3. "The Day Before the Day" - 3:00
4. "Just to Get Away" - 2:37